# تاريخ كوبنهاغن
يعود تاريخ كوبنهاغن إلى أول مستوطنة أنشئت في الموقع في القرن الحادي عشر. زادت أهميتها منذ منتصف القرن الثاني عشر بعد أن امتلكها الأسقف أبسالون وحُصنت المدينة بجدار حجري خلال القرن الثالث عشر. ساهم المرفأ والإمكانيات الممتازة في صيد سمك الرنجة بنمو كوبنهاغن وتطورها لتصبح مركزًا تجاريًا مهمًا. هُوجمت مرارًا من قبل الرابطة الهانزية عندما أدرك الألمان امتدادها. حصلت على ميثاقها في 1254 باعتبارها مدينة يقودها الأسقف جاكوب إيرلاندسن.
تضخمت المدينة بشكل ملحوظ خلال حكم كريستيان الرابع ملك الدنمارك بعد تتويجه في 1596 من خلال إضافة مناطق جديدة وتحصينات عصرية مزودة بحفر أرضية وحصون. كلف الملك حرفيين ومهندسين معماريين ألمان وهولنديين بإنشاء صروح عظيمة مصممة بهدف تعزيز هيبته. بحلول وقت وفاة كريستيان الرابع في 1648، أصبحت كوبنهاغن حصن الدنمارك الرئيس وميناءها البحري، وشكلت المدينة إطارًا لإدارة المملكة الدنماركية ومركزًا للتجارة في شمال أوروبا.
صمدت في 1658-1659 في وجه حصار شديد من قبل السويديين بقيادة كارل العاشر وصدت بنجاح هجومًا ضخمًا آخر. دمرت الحرائق الكبيرة المدينة في 1728 ومرةً أخرى في 1795 ما أدى إلى تخرب معظم الجزء العائد للقرون الوسطى فيها. خاض أسطول بريطاني يقوده الأميرال باركر معركة ضخمة في 1801، سميت معركة كوبنهاغن، ضد البحرية الدنماركية في مرفأ كوبنهاغن. في هذه المعركة، وضع اللورد نيلسون «المنظار على عينه العمياء» ليتجاهل إشارة الأميرال باركر بوقف إطلاق النار. عانت المدينة من أضرار جسيمة وقُتل مئات الأشخاص عندما قصفت قوة استكشافية بريطانية كوبنهاغن في 1807 بهدف السيطرة على البحرية الدنماركية وبالتالي حرمان الخطط الفرنسية الوليدة بغزو بريطانيا منها. السبب الرئيس للدمار الهائل اعتماد كوبنهاغن على خط دفاعي قديم لم ينفع في مواجهة سفن القصف بعيدة المدى ومدافع الهاون التي استخدمها البريطانيون. لم تسمح أسوار المدينة ببناء مساكن جديدة حول البحيرات التي حدّت نظام الدفاع القديم من الغرب حتى خمسينيات القرن التاسع عشر. طال انتظار هذه الزيادة الهائلة في المساحة لأن الأسوار القديمة شكلت نظامًا دفاعيًا باليًا، ولأن نظام الصرف الصحي في المدينة القديمة كان سيئًا أيضًا. سكن في المركز التاريخي لكوبنهاغن قبل هذا الانفراج قرابة 125,000 شخصًا وبلغ عدد السكان ذروته في إحصاء عام 1870 (140,000)؛ يبلغ الرقم في يومنا هذا نحو 25,000. توسعت كوبنهاغن أكثر في 1901 لتُضمّن مجتمعات تضم 40,000 شخصًا وتجعل من فريدريكسبرغ في أثناء ذلك حبيسةً ضمن كوبنهاغن.
رُبطت مدينتا كوبنهاغن ومالمو منذ صيف 2000 بجسر/نفق عبور(جسر أوريسند) مخصص لحركة السكك الحديدية والطرق. تحولت كوبنهاغن نتيجة ذلك إلى مركز لمنطقة حضرية أكبر تمتد في كلا البلدين. أحدث بناء الجسر الكثير من التغييرات في نظام النقل العام وإعادة التعمير المكثفة لأماغير جنوب المدينة الرئيسة.

## المستوطنات الأولى
عُثر على علامات للنشاط البشري منذ نحو 4000 قبل الميلاد دون وجود آثار لمستوطنات دائمة في ذلك الوقت.
تشير التنقيبات الأثرية إلى أن البلدة الأولى يعود تاريخها إلى القرن الحادي عشر وتكونت من مستوطنتين، تقع إحداهما في الجزء الغربي من المدينة التي تعود إلى القرون الوسطى محاطة بما هو الآن شوارع ميكيل بريغيرسغاد وفيستيرغاد وغاميلتورف/نيتورف ولونغانستراد المتوافقة مع خط الساحل آنذاك، وتقع مستوطنة أخرى في ما يعرف اليوم باسم كونغينز نيتورف. تتكون المنطقة المحيطة من مروج شاطئية رطبة، عُثر فيها على علامات لرعي الماشية. امتلكت المدينة على الأرجح مرفأ في موقع هيربرو بلدس في الوقت الحاضر. نُشرت حديثًا تفاصيل وجود بلدة صغيرة تعود للقرن الحادي عشر من قبل فيدينسكاب دي كي بالإضافة إلى عدة مقالات توثق اكتشافات أثرية جديدة. تقدم هذه المقالات دليلًا على وجود ملكية ضخمة مكان كونغينز نيتورف حاليًا بالإضافة إلى كنيسة قرب كنيسة القديس كليمنت لاحقًا وسوق وبئرين على الأقل والكثير من المساكن الأصغر المنتشرة على مساحة واسعة إلى حد ما.

## بلدة أبسالون
تزايدت أهمية كوبنهاغن في القرن الثاني عشر وأحيطت البلدة بالتحصينات الترابية. بنت الكنيسة الرومانية الكاثوليكية كاتدرائيات في كل من روسكيلدا ولوند (في ما يعرف اليوم بالسويد) والتي أرست الأساس لمزيد من التطوير في هذه المراكز الإقليمية. كانت كوبنهاغن في موقع مركزي لحركة المرور والتجارة كونها تقع في منتصف الطريق بين المدينتين.
يعود الذكر المكتوب الأقدم للبلدة إلى القرن الثاني عشر حين أشار إليها ساكسو غراماتيكوس في عمله غيستا دانورم باسم بورتس ميرساتوروم والتي تعني مرفأ التجار أو كوبماناهافن باللغة الدنماركية آنذاك. يشير البابا أوربان الثالث إلى المدينة باسم هافن في رسالة من 1186 ولكنه نسخة مختصرة من الاسم الكامل على الأرجح.
سلم فالديمار الأول السيطرة على كوبنهاغن إلى أسقف روسكيلدا أبسالون نحو 1160. في الوقت الذي كانت فيه مدن المملكة الدنماركية الأخرى تحت حكم الملك، أُعطيت كوبنهاغن إلى أسقف روسكيلدا ليكون حاكمها وسيدها.
نمى حجم البلدة عشرة أضعاف في السنوات اللاحقة. أُنشئت الكنائس والأديرة. وازدهر اقتصاد كوبنهاغن نتيجة صيد سمك الرنجة وتجارته الناجحة جدًا التي زودت أجزاء كبيرة من أوروبا الرومانية الكاثوليكية بسمك الرنجة المملح من أجل الصوم الكبير.

## ما وراء التحصينات الترابية الجديدة
تقع كوبنهاغن في الجزء الأهم بين المناطق المشرفة على بحر البلطيق والبلدات التجارية الثرية لألمانيا الشمالية التابعة للرابطة الهانزية، ما يعطيها القوة والثراء ولكنه يهدد أيضًا وجودها بحد ذاته. حُصنت المدينة بجدار حجري خلال القرن الثالث عشر، ومنذ نحو 1290 حتى منتصف القرن التاسع عشر وجب على كل التحركات من وإلى كوبنهاغن المرور من إحدى بوابات المدينة الأربعة أو من مرفئها. على الرغم من وجود التحصينات في بلدات دنماركية متعددة آنذاك، كانت غالبيتها متاريس ترابية تعلوها حواجز وخندق مائي. كانت كوبنهاغن ثاني مدينة بعد كالوندبورغ تحصن بجدار وأبراج. وهذا مؤشر قوي على أهميتها في ذلك الوقت.
حدثت كارثة الطاعون المعروفة بالموت الأسود في أواخر صيف 1350 على الأرجح.
حوصرت البلدة ودمرت مرارًا من قبل الرابطة الهانزية. حاول الملك الدنماركي في الوقت نفسه استعادة كوبنهاغن من الأسقف. نجح العرش في 1416 عندما فرض إريك من بوميرانيا سيطرته على البلدة. وأصبحت كوبنهاغن بعد ذلك تحت حكم العرش الدنماركي.
تزايد ثراء البلدة على الرغم من قرون من الحرب والصراع على السلطة. قامت تجارة نشطة بين سكان كوبنهاغن والأصدقاء والأعداء على حد سواء. جاء التجار الأجانب إلى البلدة. وأُنشئت النقابات الحرفية وأُسست جامعة كوبنهاغن في 1479.
أشرف كريستوفر فالكيندورف في 1581 على أكبر توسيع للأسوار في تاريخ المدينة، فمع اختراع المدافع، باتت الأسوار الترابية الممتدة بشكل كبير ضرورية.

## عصر النهضة
أصبحت كوبنهاغن ثرية وقوية بحلول وقت تتويج كريستيان الرابع في 1596. قرر الملك الجديد جعل البلدة المركز الاقتصادي والعسكري والديني والثقافي لكامل المنطقة النوردية. أسس الملك شركات التجارة الأولى ذات الحقوق الحصرية بالتجارة مع الأراضي في الخارج. أنشئت المصانع لتصنع أكبر قدر ممكن من السلع في الداخل بهدف الحد من الواردات.
وسع كريستيان الرابع كوبنهاغن بإضافة منطقتين جديدتين: نايبودر (الأكشاك الجديدة) للأعداد الكبيرة من أفراد البحرية، ومنطقة التجار الجديدة كريستيانهافن (مرفأ كريستيان) المصممة على غرار أمستردام. بُني حصن عصري مع تحصينات ترابية ومعاقل لإحاطة البلدة الموسعة بالكامل.